# Cliff Gallup
Clifton E. Gallup, dit Cliff Gallup, dit Gallopin' Cliff Gallup, est un guitariste américain, né le 17 juin 1930 et mort le 9 octobre 1988. En 1956, il est le premier lead guitar de Gene Vincent and His Blue Caps, groupe de rockabilly.
On peut même ajouter que ce fut  un des meilleurs guitariste du monde avec : Scotty Moore et Johnny Meeks[non neutre][réf. nécessaire].

## Biographie
On ignore son lieu de naissance.
C'est un musicien de country et de mainstream, fortement influencé par Charlie Christian et, selon ses propres dires, par Les Paul et Chet Atkins. En 1956, il joue (sans être payé) en soutien du trio "The Virginians", formation attitrée de WCMS, une radio de Norfolk, en Virginie. À partir de février, dans l'émission « Country Showtime », les Virginians accompagnent un chanteur débutant, Gene Vincent.
Sheriff "Tex" Davis, animateur sur WCMS, devient le directeur artistique du jeune chanteur. Il l'entoure de quatre musiciens habitués de WCMS, dont Cliff Gallup à la guitare solo. Davis obtient de Ken Nelson, record producer et  A&R man chez Capitol, une séance d'enregistrement.
Elle a lieu au studio d'Owen Bradley, à Nashville, le 4 mai 1956. Des requins de studio de Nashville (peut-être Grady Martin, Hank Garland, Buddy Harman, Bob Moore...) sont présents, car Ken Nelson, intéressé par le seul Gene Vincent, ne veut pas entendre parler de musiciens inconnus. Ceux-ci n'ont pu venir à Nashville que sur l'insistance de Sheriff "Tex" Davis. Mais, si l'on en croit le récit de Davis, dès que Cliff Gallup décoche les étincelants solos de Race With The Devil, les « grosses pointures » estiment qu'elles peuvent remballer leurs instruments.
Quatre morceaux sont enregistrés (dont Be-Bop-A-Lula et Race With The Devil). Ils figurent sur les deux premiers singles du groupe — devenu Gene Vincent and His Blue Caps. Be-Bop-A-Lula, en face B du premier single, est un énorme succès.
Du 24 au 27 juin, le groupe enregistre son premier album, Bluejean Bop.
Durant tout l'été 1956, le groupe est en tournée. Marié, Cliff Gallup se lasse vite de vivre loin de sa famille. Il quitte le groupe le 16 septembre. Il se laisse néanmoins convaincre de participer, du 15 au 18 octobre, à l'enregistrement d'un deuxième album, Gene Vincent and the Blue Caps.
Il décline une offre de contrat attrayante de Ken Nelson. Il va travailler pendant près de 30 ans dans la maintenance et le transport (il devient directeur) pour la cité scolaire de Chesapeake. S'il se refuse à donner des autographes ou des interviews, il continue néanmoins à jouer durant les week-ends avec des musiciens locaux.
Dans les années 1960, à la tête des Four C's, il enregistre Straight Down the Middle, un album solo.
Il meurt d'une crise cardiaque, le 9 octobre 1988, à 58 ans.

## Matériel et technique
En 1956, sa guitare est semble-t-il une Gretsch Duo Jet de 1955, pourvue de deux micros DeArmond et d'un vibrato Bigsby.
Cliff tient son médiator entre le pouce et l'index et joue en picking avec le majeur et l'annulaire, l'auriculaire travaillant le bras du vibrato.
Selon certains, le son particulier de Cliff est produit par une chambre d'écho fabriquée par lui-même. Selon d'autres, il est créé en studio, et Cliff ne l'apprécie nullement.

## Influence exercée
Étonnamment, celui dont les lead licks vont exercer une influence sur nombre de guitaristes (Albert Lee, Jimmy Page, Brian Setzer, Jeff Beck...) n'est sorti de l'ombre que durant son bref passage (35 morceaux enregistrés) dans le groupe de Gene Vincent. Mais sa dextérité, sa vitesse, son inventivité l'établissent comme « un des plus grands guitaristes des débuts du rock 'n' roll, et certainement l'un des plus grands guitaristes de rockabilly ».
Jeff Beck n'oublie pas qu'à quinze ans, étudiant la guitare, il subit l'influence majeure de Cliff Gallup. Il enregistre en 1993 un album de chansons de Gene Vincent, Crazy Legs, considéré comme un hommage au lead guitar des Blue Caps.

## Enregistrements

### 4 mai 1956
Enregistrement de quatre morceaux en vue des premiers singles de Gene Vincent and His Blue Caps :
- Race With The Devil (Gene Vincent - Bill Davis[10])
- Be-Bop-A-Lula (Gene Vincent - Bill Davis)
- Woman Love (Jack Rhodes)
- I Sure Miss You  (Bill Davis - Eddie Bryan)

Les solos de Be-Bop-A-Lula et de Race With The Devil font découvrir la sonorité glissante, la vélocité, le tour de main et toute l'inventivité furieuse de Cliff Gallup.

### 24 au 27 juin 1956
Enregistrements en vue de Bluejean Bop, premier album de Gene Vincent and His Blue Caps :
- Jezebel (Wayne Shanklin)
- Crazy Legs (Jerry Reed)
- Peg O' My Heart (Fred Fisher - Alfred Bryan)
- Wedding Bells (Are Breaking Up that Old Gang Of Mine) (Sammy Fain - Irving Kahal - Willie Raskin)
- Waltz Of The Wind (Fred Rose)
- Up A Lazy River (Hoagy Carmichael - Sidney Arodin)
- Ain't She Sweet (Milton Ager - Jack Yellin)
- Gonna Back Up Baby (Danny Wolfe)
- Race With The Devil (Gene Vincent - Bill Davis), non pressé, l'enregistrement est perdu
- Who Slapped John (Gene Vincent - Bill Davis)
- Jumps Giggles And Shout (Gene Vincent - Bill Davis)
- Bluejean Bop (Gene Vincent - Hal Levy)
- I Flipped (Bobbie Carrol - Bill Hicks)
- Bop Street (Cliff Gallup - Bill Davis)
- Well, I Knocked Bim Bam (Bobbie Carrol)
- You Told A Fib (Cliff Gallup - Gene Vincent)
- Jump Back, Honey, Jump Back (Hadda Brooks)

C'est une session de standards pop où le talent de Cliff est quelque peu dilapidé. On y trouve cependant des morceaux de rockabilly à tempo élevé, où il peut montrer ce qu'il a dans les doigts : Bluejean Bop ; Jumps, Giggles and Shouts ; Jump Back, Honey, Jump Back.

### 15 au 18 octobre 1956
Enregistrements en vue de Gene Vincent and the Blue Caps, deuxième album de Gene Vincent and His Blue Caps :
- Teenage Partner, version 1 (Gene Vincent - Bill Davis)
- Blues Stay Away from Me (Alton & Rabon Delmore - Wayne Raney - Henry Glover)
- Five Feet Of Lovin', version 1 (Buck Peddy - Mel Tillis)
- Cat Man (Gene Vincent - Bill Davis)
- Double Talkin' Baby (Danny Wolfe)
- Hold Me, Hug Me, Rock Me (Gene Vincent - Bill Davis)
- Unchained Melody (Alex North - Hy Zaret)
- B-I-Bickey-Bi Bo Bo Go (Don Carter - Dub Nalls - Jack Rhodes)
- Pink Thunderbird (Paul Peek - Bill Davis)
- Pretty, Pretty Baby (Danny Wolfe)
- Cruisin' (Gene Vincent - Bill Davis)
- Important Words, version 1 (Gene Vincent - Bill Davis)
- You Better Believe (Cliff Gallup)
- Red Bluejeans And A Pony Tail (Jack Rhodes - Bill Davis)
- Five Days, Five Days (Jack Rhodes - Billy Willey - Freddie Franks)[11]

Dans cette session, on trouve notamment : le solo glissant de Cruisin' ; Cat Man, qui montre l'habileté de Cliff à « bondir d'aigus agressifs à basses grondantes et sinistres » ; et aussi des morceaux « pétillant d'exubérance rockabilly » : You Better Believe ; Five Feet of Lovin' ; B-I-Bickey-Bi, Bo-Bo Go.
Douze morceaux de la session sont présents sur le disque Gene Vincent and the Blue Caps, sorti en 1957. Une réédition en CD, en 2003, sous le même titre, reprend ces douze morceaux. Elle offre en bonus les cinq autres morceaux de la session.

### Années 1960
Enregistrement, sous le label Pussy Cat, de l'album Straight Down The Middle de « The Four C's featuring Gallopin' Cliff Gallup ». Il n'est pas daté. On le situe dans la première moitié des années 1960. Il s'agit d'un disque particulièrement difficile à trouver.
1. Be Bop a Lula
2. The Girl From Ipanema
3. Unchained Melody
4. Chicken Feathers
5. Jealous Heart
6. September in the Rain
7. Downtown
8. Am I That Easy to Forget
9. Mean (crédité Cliff Gallup)
10. Jezebelle
11. I Dreamed of an Old Love Affair
12. Come On In (crédité Cliff Gallup)[7]